# الزيدية (الجيزة)
قرية الزيدية هي إحدى القرى التابعة لمركز أوسيم في محافظة الجيزة في جمهورية مصر العربية. حسب إحصاءات سنة 2006، بلغ إجمالي السكان في الزيدية 16471 نسمة، منهم 8486 رجل و7985 امرأة.

## التاريخ
قرية الزيدية من القرى الحديثة، وأصلها من توابع ناحية أوسيم، ثم فصلت عنها سنة 1228هـ/1813م، وذكر محمد رمزي أنها أهلها طائفة من العرب ينسبون أنفسهم إلى أبي زيد الهلالي.